# NGC 838
NGC 838 (również PGC 8250 lub HCG 16C) – galaktyka soczewkowata (S0), znajdująca się w gwiazdozbiorze Wieloryba. Odkrył ją William Herschel 28 listopada 1785 roku. Wraz z galaktykami NGC 833, NGC 835, NGC 839 należy do zwartej grupy galaktyk skatalogowanej pod nazwami Arp 318 w Atlasie Osobliwych Galaktyk oraz HCG 16 w katalogu Hicksona.
NGC 838 to galaktyka gwiazdotwórcza. Intensywne procesy gwiazdotwórcze rozpoczęły się w niej około 500 milionów lat temu, obecnie występują już tylko w jądrze. Jest zaliczana do galaktyk z aktywnym jądrem typu LINER, jednak aktywność jej jądra jest słaba. Ze względu na dużą emisję w podczerwieni NGC 838 jest też klasyfikowana jako „jasna galaktyka podczerwona” (ang. Luminous Infrared Galaxy, LIRG).
W galaktyce tej zaobserwowano do tej pory jedną supernową – SN 2005H.